# پلیموث جی‌تی‌ایکس

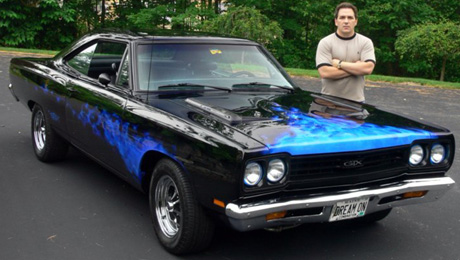

پلیموث جی‌تی‌اکس (به انگلیسی: Plymouth GTX) خودرویی است که توسط گروه پلیموث در سال‌های ۱۹۶۷ تا ۱۹۷۱ در سنت‌لوئیس ایالات متحده آمریکا تولید شده‌است.
این خودرو در کلاس خودرو عضلانی قرار گرفته، طراحی آن خودروهای موتور جلو-محور عقب بوده است. 